# Edward Santana
Edward Santana Pimentel (Hato Mayor del Rey, 20 aprile 1980) è un cestista dominicano con cittadinanza spagnola.

## Carriera
Con la Rep. Dominicana ha disputato i Campionati mondiali del 2014 e tre edizioni dei Campionati americani (2013, 2015, 2017).